# ブガンダ

ブガンダの旗

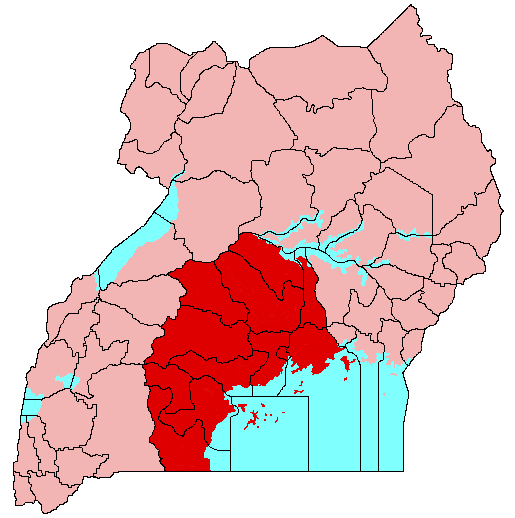
ブガンダと2001年から2005年の県

ブガンダ (Buganda) は、ウガンダ中南部の歴史的地域。ブガンダはガンダ族 (Baganda) の国を意味する。

## 歴史
ブガンダ王国は元はブニョロ＝キタラ帝国の従属国の一つであったが次第に自立し、17世紀ごろから象牙交易などで伸長してブニョロを凌ぎ、19世紀末頃のムワンガ2世の時代にはイギリスの助けやセメイ・カクングルの活躍などによりブニョロに代わってウガンダのバントゥー系の宗主的立場となり、カクングルらにより北部のナイル系諸族も征服された。南のヴィクトリア湖西岸のブドゥ地方や1894年4月にはブニョロ領の北部ムベンデ地方や東部のブゲレレなどを併合して最大領域となり、6月のウガンダ保護領成立時には東は広義の白ナイルを挟みブソガ、北にキオガ湖を挟みランゴ地方、北西にブニョロ、トロ王国、西にアンコーレ王国、南は領水でタンザニアと接するようになった。
「ウガンダ」は元々ブガンダのスワヒリ語名であるが「ウガンダ獲得による奴隷制の廃止」を名目として掲げたイギリスの意向もあり保護領全体の名前にされた。ムベンデ地方の西部はウガンダ独立後に住民投票によりブニョロに返還され、ムテサ2世とミルトン・オボテの対立の要因の一つとなった。
保護領成立と共に王の権限が縮小され1897年7月にはムワンガはカトリック派のガブリエル・キントゥとブドゥ地方で反乱を起こした。これによりムワンガが廃され、8歳のダウディ・チュワ2世が王に立てられた。

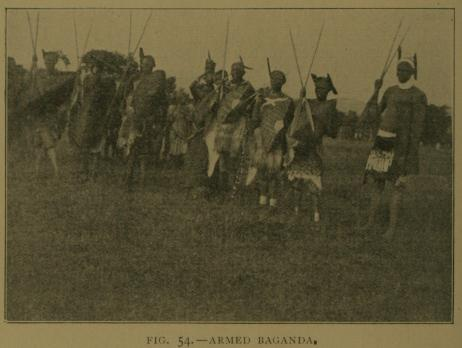
1911年のガンダの戦士

ダウディ・チュワ2世の後を継いだムテサ2世はウガンダ独立後に儀礼的な初代大統領となったが、オボテの不正を追及したことなどにより、イディ・アミン参謀総長にメンゴの王宮を襲撃され、イギリスに逃れてロンドンで客死した。ブガンダは他の王国と共に王制を廃止されたが、1993年に文化的指導者としての復活が認められた。

## 脚註
1. 1 2 3  長島信弘「セメイ・L・カクングル : そのガンダ王国時代」『一橋論叢』第73巻第4号、日本評論社、1975年4月、354-373頁、doi:10.15057/1807、hdl:10086/1807、ISSN 0018-2818、CRID 1390572174818226816。
2. ↑  林一哉「ウガンダ鉄道と英領東アフリカ ― 植民地鉄道の現地経済への影響 ―」『經濟學論叢』第40巻第4号、同志社大学経済学会、1989年7月、105頁、doi:10.14988/pa.2017.0000001115、ISSN 0387-3021、CRID 1390290699885615488。

## 関連文献
- 平田浩司「ブガンダ王国における土地制度」『アフリカ研究』第1999巻第55号、日本アフリカ学会、1999年、67-79頁、doi:10.11619/africa1964.1999.55_67。